# Fleischschnacka

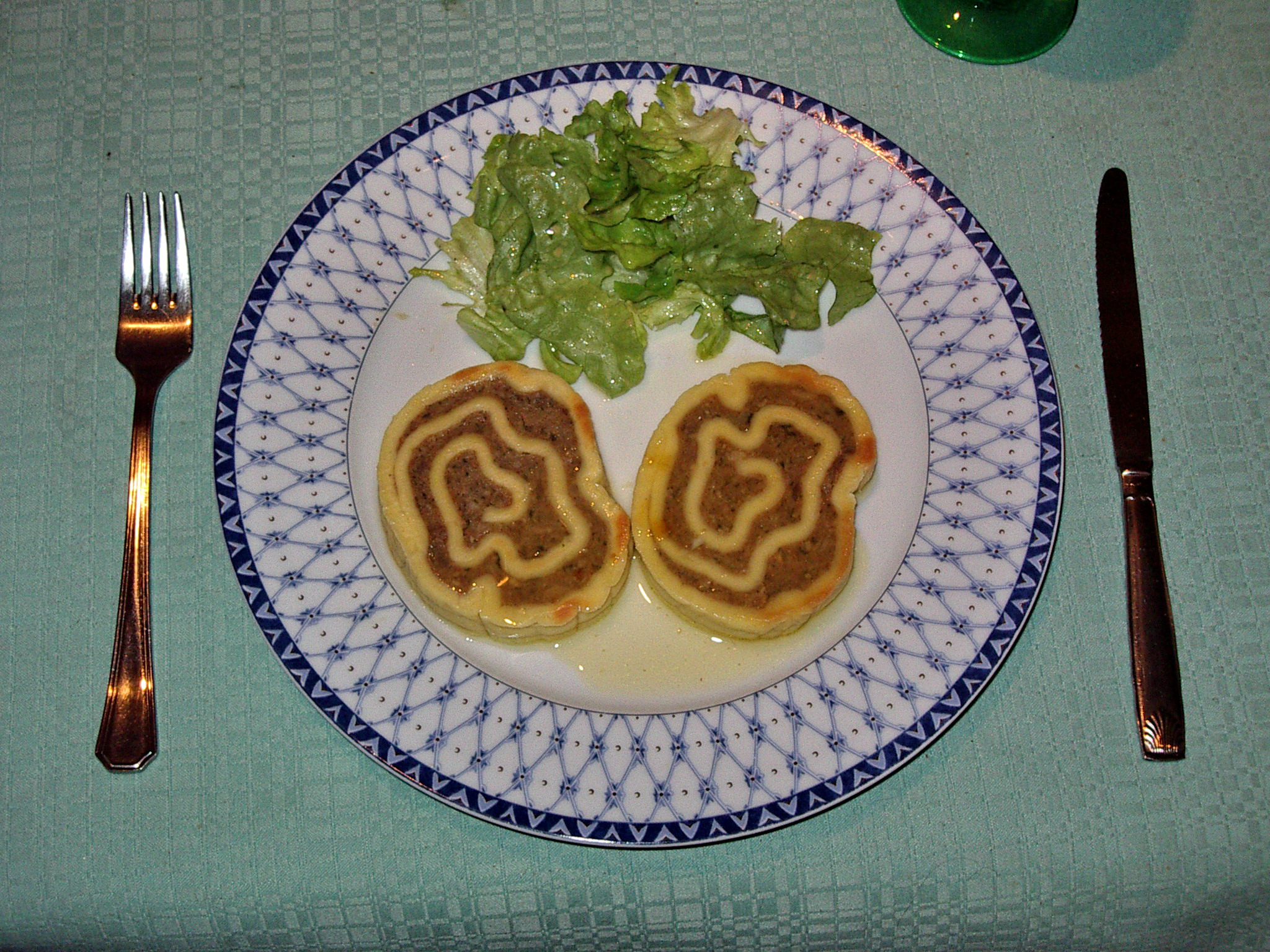
Des Fleischnacka accompagnés d'une salade verte.

Les Fleischschnacka ou Fleischschnecke (terme alsacien signifiant escargot de viande) sont une spécialité alsacienne de la région mulhousienne, faite de farce composée de viande cuite (reste de pot-au-feu en général), œufs frais, oignon, persil, sel, poivre, roulée dans de la pâte à nouilles.
La viande est étalée sur la pâte puis le tout est roulé sur lui-même. Ce tube de pâte farcie est alors découpé en tranches de 1,5 à 2 cm, les Fleischnaka. Ces tranches sont dorées à la poêle puis pochées une douzaine de minutes dans un bouillon (celui du pot-au-feu, en général).
Traditionnellement, les Fleischnacka sont servis avec un petit fond de bouillon et accompagnés d'une salade verte.

## Étymologie
Fleischschnacka signifie littéralement « escargot de viande ». Son origine vient des mots : Schnacka (« escargots ») et de Fleisch (« viande »). Dans les restaurants alsaciens, il est courant de rencontrer la fausse orthographe Fleischnacka, qui se traduirait littéralement par « nuque de viande » (Nacka, « nuque » et  Fleisch, « viande ») et qui n'a plus rien à voir avec le plat en question.
En Allemagne, les Maultaschen sont de gros raviolis de viande mais, selon la recette, ils peuvent ressembler à des Fleischschnacka une fois coupés en deux, spécialement au Bade-Wurtemberg, frontalier de l'Alsace.